# 綿居天竺鯛
綿居天竺鯛，為輻鰭魚綱鱸形目鱸亞目天竺鯛科的其中一個種。

## 分布
本魚分布於紅海海域。

## 特徵
本魚體延長而側扁，眼極大，約佔頭部的1/2，口大略下位。魚體呈灰褐色，腹部銀白色，頭部有一「ㄑ」形的褐色條紋，並通過眼睛。體側具數條褐色橫紋，尾柄具一黑色斑點，背鰭具黑色斑紋，體長可達4.1公分。

## 生態
本魚棲息於礁區或碎食區，白天躲藏於洞穴中，夜間出來覓食，屬肉食性。繁殖期時，雄魚具有口孵習性，卵約7日化成仔魚，由雄魚吐出，具短暫的仔魚飄浮期。

## 經濟利用
不具任何經濟價值。